# شهرستان آردونسکی
شهرستان آردونسکی (روسی: Ардо́нский райо́н) یک شهرستان در روسیه است که در اوستیای شمالی–آلانیا جای دارد.